# Universidad de Tesalia
La Universidad de Tesalia (en idioma griego: Πανεπιστήμιο Θεσσαλίας) es ubicada en Tesalia en Grecia. Se fundó en 1984. Su sede central esta en Volos, pero tiene también campus en Lárisa, Trikala y Karditsa. 
Está formada por 4 escuelas (Humanidades, Ingeniería, Agronomía y Ciencias de la Salud) y de 3 departamentos independientes (Educación física y Ciencias del deporte, Veterinaria, y Economía).

## Vínculo exterior
- Su sitio Internet (solo en griego e inglés)

- Datos: Q1471684